# Operation Frankton
Operation Frankton var en brittisk kommandoräd under Andra Världskriget riktad mot de tyska fartygen i Bordeaux. Operationen utgick från den brittiska ubåten HMS Tuna som tog männen till den Franska kusten därefter följde en fem dagar lång paddling till Bordeaux.
Räden ledes av den brittiska majoren Herbert Hasler som tillsammans menige Bill Sparks var de enda som överlevde räden. Detta bortsett från de två marinkårssoldaterna som fått stanna kvar i ubåten då deras faltkajak skadades då den vecklades upp.
De flesta soldaterna hade gått förlorade på vägen men även kanoten Catfish med korpral A.F. Laver och menige W.H. Mills nådde fram till Bordeaux där de sänkte två fartyg. När de sedan skulle fly tillbaka till Storbritannien tillfångatogs de och avrättades likt de andra stupade.
Operationen har också filmatiserats genom filmen The Cockleshell Heroes (1955).